# Vuurtoren van Dungeness
Dungeness Lighthouse (de vuurtoren van Dungeness) staat op een landtong in het uiterste zuiden van het Engelse graafschap Kent. De vuurtoren fungeert als oriëntatiemiddel voor schepen die door het Nauw van Calais varen. Bovendien geeft hij het uiteinde van de voortdurend aangroeiende landtong aan. Deze landmassa, die vooral uit zand en kiezelsteen bestaat, vormt een gevaar voor de scheepvaart. De installatie wordt beheerd vanuit het Planning Centre van Trinity House in Harwich in Essex. Trinity House beheert navigatiemiddelen voor Engeland, Wales, Gibraltar en de Kanaaleilanden. De huidige toren heeft vier voorgangers gehad.

## Kenmerken en uitrusting
De 43 m hoge toren, die op een betonnen sokkel staat in de vorm van een oplopende spiraal, is overdag herkenbaar aan zijn witte en zwarte banden. Hij is uitgerust met een roterende catadioptrische optiek van de 4de orde die samengesteld is uit vier lenspanelen. Het licht, dat zich 40 m boven het zeeniveau bevindt, heeft een sterkte van 134 000 candela en is zichtbaar tot op een afstand van 21 zeemijl (ongeveer 39 km). De toren vertoont een schittering om de 10 s. Hij is ook uitgerust met rode en groene sectorlichten die tot op 10 zeemijl (18,5 km) kunnen waargenomen worden. 's Nachts wordt het torenlichaam door schijnwerpers verlicht. Bij slechte zichtbaarheid genereert een misthoorn om de 60 seconden 3 tonen.

## Geschiedenis

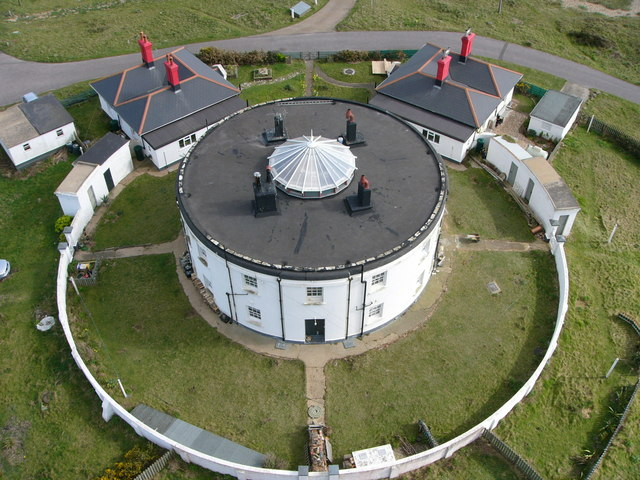
De derde toren werd in 1904 afgebroken, maar het gebouw met de personeelswoningen dat zich aan de voet bevond bleef bewaard. Het is nu een geregistreerd monument.

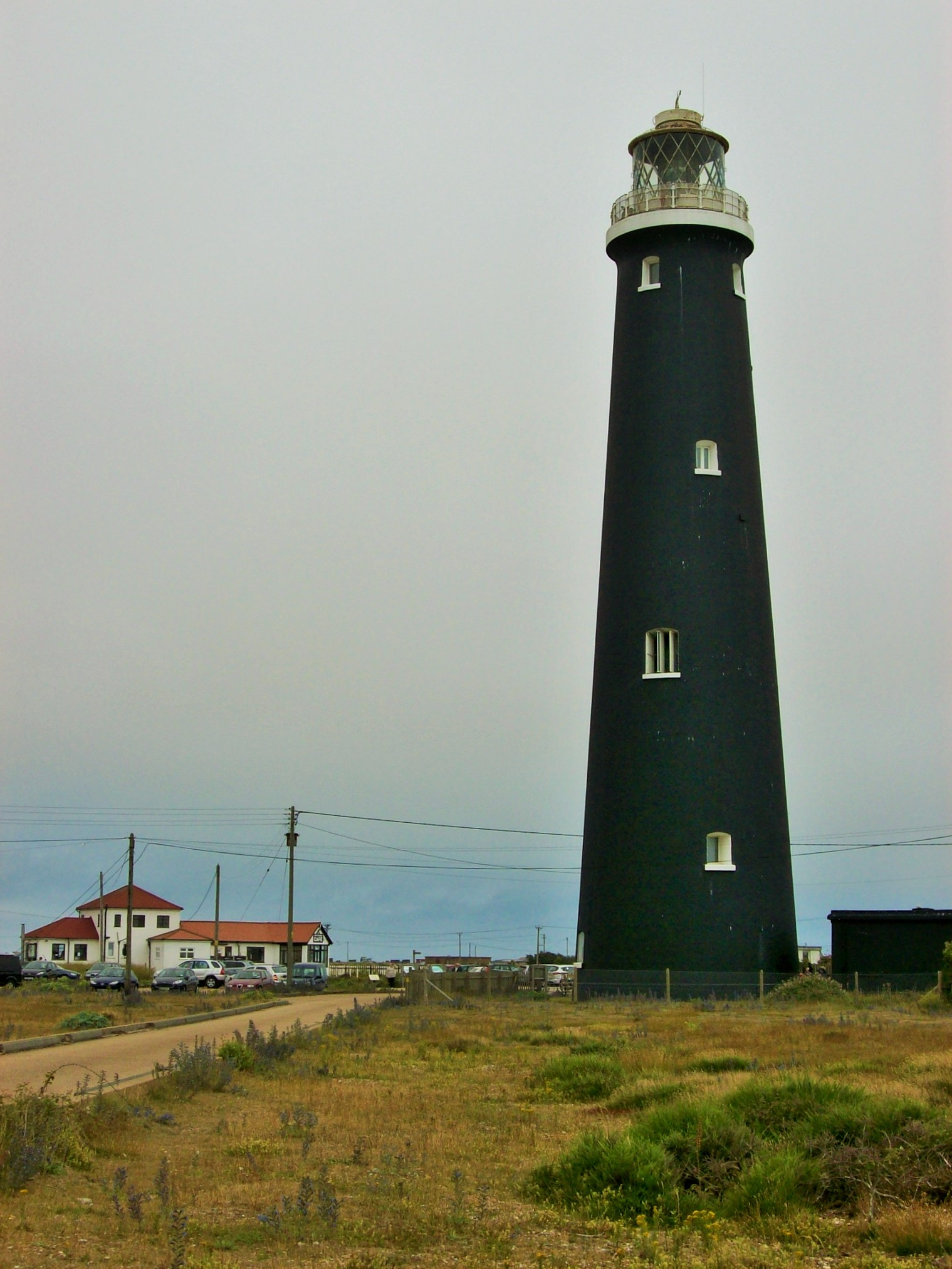
De vierde toren van Dungeness dateert van 1904. Omdat hij door de bouw van een kerncentrale niet langer vanop zee zichtbaar was, werd hij in 1960 buiten dienst gesteld en later ingericht als museum.

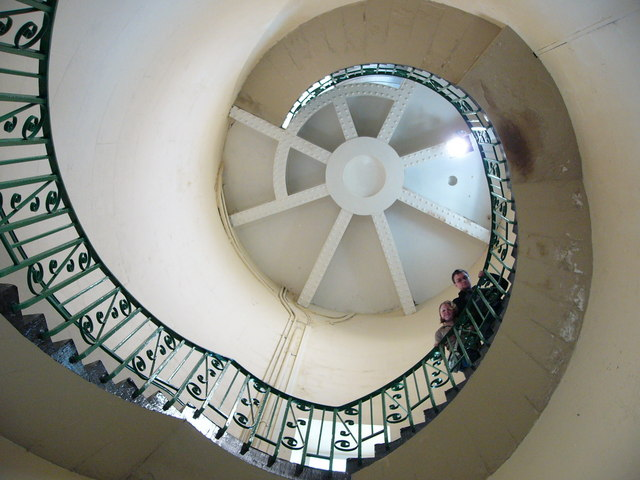
De trappenhal in de vierde vuurtoren.

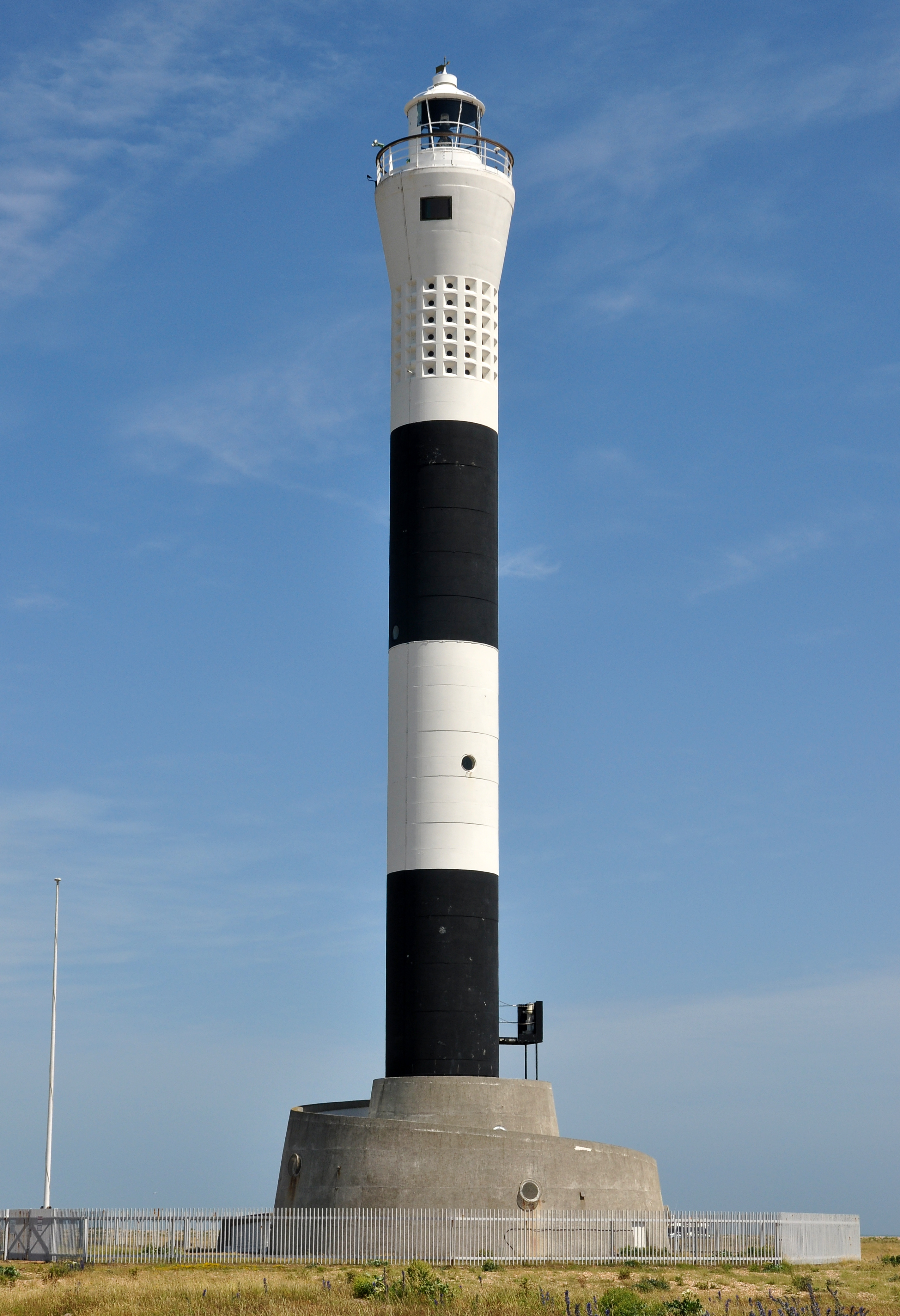
De huidige vuurtoren heeft onder de verbreding aan de top gaten voor het mistsignaal. In 2000 werd dit signaal uitgeschakeld en vervangen door een modernere versie die zichtbaar is op de betonnen sokkel aan de voet van de toren.

### De eerste toren
In 1600 stelde de Geheimraad van de Engelse koning voor om een vuurtoren op te richten in Dungeness omdat de aangroeiende landtong een voortdurend gevaar vormde voor de scheepvaart. Trinity House ging eerst niet op dit aanbod in, maar werd uiteindelijk door Sir John Howard overtuigd van het nut ervan. Howard gebruikte het patent dat hij in augustus 1615 van koning James I verkregen had om op het kiezelstrand een houten toren op te richten waarop een houtvuur gestookt werd. Hij had het recht om gedurende 40 jaar een tol te heffen op de voorbijkomende schepen maar kwam in financiële moeilijkheden toen sommige schippers weigerden te betalen.
William Lamplough nam het beheer van het vuur over. De schippers waren verontwaardigd toen douaneambtenaren in opdracht van Lamplough de tol gingen innen in de havens waardoor het ontduiken ervan onmogelijk werd. Ondertussen was het kolenvuur vervangen door kaarsen en deze zwakke lichtbron vonden de zeelieden onvoldoende voor een veilige navigatie. In 1621 pleitte Trinity House dan ook voor het afschaffen van het licht, hierbij gesteund door de schippers. Het Britse parlement ging niet in op de eis van Trinity House en besliste dat Lamplough de toren mocht blijven beheren maar dat de zichtbaarheid verhoogd diende te worden.
Na het opdrijven van de lichtsterkte probeerde het stadje Rye de eigendomsrechten van het licht te verwerven met de bedoeling om met een deel van de inkomsten de stadshaven te vernieuwen. Toch bleef de toren in het beheer van Lamplough, want ook deze eis werd door het parlement niet ingewilligd.

### De tweede toren
In 1635 werd, dichter bij de kust, een nieuwe constructie met een kolenvuur opgericht omdat de oude toren door de terugwijkende zee te ver landinwaarts stond. Deze nieuwe toren, die een hoogte had van ongeveer 33,5 m, was steviger uitgevoerd dan zijn voorganger, die nu nutteloos was geworden en werd afgebroken.
Tijdens de aanloop naar het Engelse Gemenebest, een periode van republikeins bestuur die begon in 1649, werd Trinity House in 1647 ontheven van het beheer van haar vuurtorens omdat de vennootschap trouw bleef aan de koning. Hierdoor was de door de koning aangeduide patenthouder niet langer bevoegd om de toren te beheren. De nieuwe patenhouder wou echter geen vergoeding betalen aan de grondeigenaar waardoor de toren dreigde te worden afgebroken. Het Protectoraat, dat in 1653 het Gemenebest opvolgde, nam de patenthouder in bescherming en oordeelde dat de toren in dienst mocht blijven omwille van zijn veiligheidsfunctie. Na de terugkeer van de monarchie in 1660 was er nog enige tijd onduidelijkheid over het eigendomsrecht.
In 1668 werd de torenuitbater door Trinity House aangemaand om de lichtsterkte van het kolenvuur te verhogen en in 1746 bleek dat, door de steeds verder aangroeiende landtong, de toren te ver van de kust verwijderd was om nog als een betrouwbaar navigatiemiddel te kunnen dienen.

### De derde toren
Samuel Wyatt, de toenmalige architect van Trinity House, liet zich inspireren door de vorm van de vuurtoren van Smeaton toen hij tussen 1790 en 1792 een nieuwe toren in Dungeness oprichtte, want de constructie van Smeaton had de extreme omstandigheden op rotsen van Eddystone gedurende meer dan 100 jaar doorstaan. Het bouwwerk van Wyatt was ongeveer 35 m hoog en werd uitgerust met 18 Argandse lampen. De brandstof voor deze lampen bestond eerst uit walvisolie, nadien werd er overgeschakeld op petroleum. Het licht van de lampen werd vanaf 1802 gebundeld met paraboolreflectoren die voorzien waren van een zilverlaag.
Later werd een olielamp met een sterkte van 850 candela geïnstalleerd als lichtbron. Het licht werd geconcentreerd door een lenzenstelsel met prisma's, waardoor de reikwijdte ervan toenam. Deze lamp verving het in 1862 door Trinity House geïnstalleerde elektrische licht, dat te weinig rendement leverde en te duur bevonden werd, mede omdat de elektrotechniek zich toen nog in een beginfase bevond. De toren kreeg ook een dagmerk: hij werd voorzien van een donkere kleur met daarop een witte band.
De vuurtorenwachters werden gehuisvest in een cilindervormig bouwwerk dat rond de torenvoet was opgetrokken. Dit gebouw, roundhouse genoemd, bevatte ook voorraadruimten en brandstofopslagplaatsen. De toren werd in 1904 afgebroken. Het ronde gebouw met de verblijven en in het midden een kleine binnenplaats, bleef behouden.
Het roundhouse werd op 28 november 1950 ingeschreven op de Statutory List of Buildings of Special Architectural or Historic Interest als een grade II listed building. Hiermee werd het complex aangeduid als een bouwwerk van meer dan speciaal belang dat in zijn huidige toestand moet bewaard blijven.

### De vierde toren
De vierde toren, die nog steeds in Dungeness staat, werd in 1901 opgericht door Messrs. Pattrick & Co. uit Londen en was afgewerkt in 1904. Het licht van deze 41 meter hoge constructie werd voor het eerst ontstoken op 31 maart 1904. Het ronde bouwwerk werd volledig uit baksteen opgetrokken en had onderaan een diameter van 11 meter. Alhoewel de toren later volledig zwart werd geschilderd om verwarring met de vuurtoren van 1960 te voorkomen, was hij tijdens zijn actieve periode voorzien van witte en zwarte banden, zodat hij ook overdag als herkenningspunt kon dienen. Een fresnellens van de 1ste orde zorgde voor een witte schittering om de 10 s die zichtbaar was tot op 18 zeemijl. In 1960 werd de toren buiten dienst gesteld omdat het licht door de aanbouw van een nieuwe kerncentrale niet meer zichtbaar was vanop zee. Hij werd onder de naam The Old Lighthouse ingericht als museum.

### De huidige vuurtoren
De huidige toren, die een diameter heeft van 3,6 m, werd opgebouwd uit 21 geprefabriceerde betonnen ringen. Elke ring had een dikte van 15 cm en een hoogte van 1,5 m. Om te kunnen weerstaan aan windsnelheden van 130 km per uur werd de volledige toren voorzien van verticale stalen spankabels die doorheen de wanden liepen. Alhoewel het bouwwerk later herschilderd werd, waren de verfstoffen, die de toren zijn witte en zwarte banden gaven, reeds bij de fabricage in het beton gemengd. De toren werd ontworpen om volledig automatisch te werken. De apparatuur die dit mogelijk maakt werd voor het grootste deel ondergebracht in de spiraalvormige betonnen sokkel.
De toren werd officieel geopend op 29 juni 1960 en de lichtbron, een xenonlamp, werd voor de eerste keer in werking gesteld op 20 november 1961. Om de toren beter zichtbaar te maken voor de scheepvaart en migrerende vogels werd de constructie vanaf mei 1962 verlicht met schijnwerpers. De totale kostprijs van het bouwwerk bedroeg ongeveer £ 35 000. In 2000 werd een nieuwe compactere lichtbron geïnstalleerd met een lichtsterkte van 134 000 candela.
De vuurtoren werd op 26 maart 2003 ingeschreven op de Statutory List of Buildings of Special Architectural or Historic Interest als een grade II* listed building. Hiermee werd het complex aangeduid als een bouwwerk van speciaal belang dat in zijn huidige toestand moet bewaard blijven.